# Geoparque Río Coco
"Geoparque Río Coco" es un geoparque ubicado en el departamento de Madriz, al norte de Nicaragua en Centroamérica. Dista a más de 220 km de Managua, la Capital del país.

## En la red global de geoparques
El 7 de julio de 2020 la Organización de las Naciones Unidas para la Educación, la Ciencia y la Cultura (Unesco) aprobó durante la 209a Sesión del Consejo Ejecutivo la designación del Geoparque Río Coco en la Red global de geoparques como "el primer Geoparque en Centroamérica" y el octavo en Latinoamérica.

## Sitios de relevancia
Según la Unesco, "Río Coco cuenta con 12 geositios de relevancia geológica internacional y paisajística. Un territorio único que integra los valores geológicos, estéticos y culturales para impulsar el turismo sostenible, la educación y la investigación".
Entre sus geositios destacan: 
- Río Coco o Wanki, también llamado río Segovia.
- Cañón de Somoto.
- la Reserva Natural Tepesomoto-La Patasta ubicada en la cima del cerro Tepesomoto (1.735 m s. n. m.).
- Laguna "La Bruja" de origen volcánico y un área de 2.81 hectáreas, sostiene un humedal devenido en zona de conservación natural con potencial hídrico como parte de la subcuenca del río Inalí. Se ubica en la comarca El Pegador a 1.7 kilómetros del casco urbano del municipio Las Sabanas.
- miradores naturales, como "La Mano del Diablo" donde según la leyenda "el diablo puso una mano en la roca y quedó grabada".

El departamento de Madriz, también brinda otras opciones turísticas: construcciones con arquitectura e historia, gastronomía en elaboración de Rosquillas y artesanías en barro, madera y fibra natural de pino.

## Importancia para Nicaragua
Nicaragua cuenta en su territorio con las tres figuras de sitios de importancia mundial reconocidos por UNESCO, para un total de 6 sitios UNESCO, lo cual muestra la importancia del patrimonio geológico, natural y cultural para el desarrollo sostenible en el país:
- Un (1) Geoparque Mundial: Río Coco, en el Departamento de Madriz.
- Tres (3) Reservas de Biosfera: Bosawás, Río San Juan e Isla de Ometepe.
- Dos (2) Sitios Patrimonio Mundial culturales: León Viejo y la Catedral de León.